# Kapsa maculata
Kapsa maculata är en insektsart som beskrevs av Sohi och Mann 1992. Kapsa maculata ingår i släktet Kapsa och familjen dvärgstritar. Inga underarter finns listade i Catalogue of Life.